# Malnate
Malnate est une commune de la province de Varèse dans la région Lombardie en Italie.

## Toponyme
Une hypothèse récente avance que le nom reflète le milanais malnat : mal né dans le sens de veau qui est né prématurément ; plus probablement dérivé du nom latin Mellenos, Melanos ou Malo avec l'ajout du suffixe -ate.

## Administration
| Période                                  | Période       | Identité                   | Étiquette                                   | Qualité                 |
| ---------------------------------------- | ------------- | -------------------------- | ------------------------------------------- | ----------------------- |
| novembre 1993                            | novembre 1997 | Maria Vittoria Della Bosca | Ligue du Nord                               |                         |
| novembre 1997                            | mai 2002      | Olinto Manini              | L'Olivier                                   |                         |
| mai 2002                                 | juin 2007     | Olinto Manini              | L'Olivier                                   |                         |
| juin 2007                                | octobre 2010  | Sandro Damiani             | Liste civique "Damiani Sindaco"             |                         |
| octobre 2010                             | mai 2011      | Dr. Annunziato Vardè       |                                             | Commissaire préfectoral |
| mai 2011                                 | juin 2016     | Samuele Astuti             | Parti Démocrate                             |                         |
| juin 2016                                | mai 2018      | Samuele Astuti             | Parti Démocrate                             |                         |
| mai 2018                                 | juin 2019     | Olinto Manini              | Liste civique "Insieme - Lista Maria Croci" |                         |
| juin 2019                                | En cours      | Maria Irene Bellifemine    | Liste civique "Malnate Sostenibile"         |                         |
| Les données manquantes sont à compléter. |               |                            |                                             |                         |

### Hameaux
Gurone, San Salvatore, Rovera, Valle, Folla di Malnate, Cassei, Rocchetti dei Monti, Mottarello, Monte Morone, Madonna della Cintola